# Marcusenius victoriae
Marcusenius victoriae és una espècie de peix pertanyent a la família dels mormírids i a l'ordre dels osteoglossiformes.

## Etimologia
Marcusenius fa referència a l'alemany Johann Marcusen (el primer ictiòleg a estudiar els mormírids de forma sistemàtica), mentre que l'epítet victoriae al·ludeix al llac Victòria.

## Descripció
Fa 26 cm de llargària màxima. Aleta anal del mascle més ampla que la de la femella.

## Reproducció
És ovípar i migra riu amunt per a fresar. Al llac Victòria, la femella és capaç de pondre entre 846 i 16.748 ous durant l'època reproductora.

## Alimentació
Es nodreix de larves d'insectes aquàtics (sobretot, de quironòmids i odonats), crustacis (ostracodes i Diaptomus), gastròpodes, ous de peixos i detritus.

## Hàbitat i distribució geogràfica
És un peix d'aigua dolça, demersal, potamòdrom i de clima tropical, el qual viu a Àfrica: les badies associades a rius poc fondes i de fons sorrencs i rocallosos i, estacionalment també, els fons fangosos adjacents als extensos pantans de papirs del Nil Blanc i dels llacs Victòria, Kyoga, Nabugabo i Kwania a Tanzània, Kenya, Ruanda i Uganda.

## Estat de conservació
Les seues poblacions s'ha reduït un 50% en els 10 darrers anys a causa de la contaminació, els mètodes de pesca il·legals, la sobrepesca, la pèrdua dels aiguamolls a causa de l'expansió agrícola i la introducció d'espècies exòtiques.

## Observacions
És inofensiu per als humans, el seu índex de vulnerabilitat és de baix a moderat (28 de 100) i és parasitat per Rhabdochona i Spinitectus.